# Джеффрі Кітінг
Сеахрун Кетін, відомий як Джеффрі Кітінг (ірл. Seathrún Céitinn, англ. Geoffrey Keating; 1569—1644) — ірландський поет, історик та релігійний діяч XVI—XVII століття, римо-католицький священник.

## Біографія
Донедавна вважалося, що Сеахрун Кетін народився в Берджесс (графство Тіпперері) — там йому навіть поставили пам'ятник. Але Діамуд О'Мурхада (ірл. Diarmuid Ó'Murchadha) пише: «…Замок Мурштаун в приході Інешлоунат найімовірніша його батьківщина». У листопаді 1603 року Сеахрун Кетін був одним із сорока студентів, які припливли в Бордо під наглядом преподобного Діармада МакКарті, щоб розпочати навчання в ірландському коледжі, щойно відкритому в цьому місті кардиналом Франсуа де Сурді (фр. François de Sourdis) — архієпископом Бордо. Після прибуття в Бордо, Сеахрун Кетін написав вірш «Прощання з Ірландією», а отримавши чергові сумні новини з Ірландії, написав поему «Плач по Ірландії». Після отримання у 1610 році богословського ступеня він у 1610 році повернувся до Ірландії і був призначений пастором в Уахтар Ахайд у приході Кнокграффан неподалік від Кахір. Крім діяльності на посаді священника, зайнявся дослідженням історії Ірландії. Помер 1644 року і похований на кладовищі в Тубрід, що в приході Балілубі Духіл.

### Наукова та літературна спадщина
Написав книгу «Foras Feasa ar Éirinn» (перекладається переважно як «Історія Ірландії») — книга була завершена 1634 року. Книга описує Історію Ірландії «від створення світу» до вторгнення норманів. При написанні використав величезний матеріал, записаний ірландськими монахами в епоху раннього середньовіччя — ірландські міфи, легенди, історичні перекази, хроніки раннього середньовіччя. Автору відмовили у публікації книги через його католицьке походження — в англіканській Англії і її володіннях католицизм не вітався. Крім того, віце-королю і його оточенню не сподобалось те, що в книзі писалося про кельтське і, зокрема, ірландське походження багатьох аристократичних родів тодішнього королівства Велика Британія (зокрема Стюартів). Проте книга мала величезний вплив на істориків — як ірландських так і європейських. Книга була опублікована 1809 року стараннями Дж. Крісті. В цьому виданні автора було названо Geoffrey Keating, хоча це було перекручення ірландського ім'я автора, але воно закріпилося в літературі та історії.